# Alex Graham
Alex Graham (Partick, Glasgow, 2 de marzo de 1917 - Ticehurst, 4 de diciembre de 1991) fue un humorista gráfico escocés, creador de la tira cómica Fred Basset.

## Reseña biográfica
Cursó sus estudios en la Dumfries Academy.
Su obra más conocida, Fred Basset, acerca de un basset hound macho, se publicó por primera vez en el Daily Mail de fecha 8 de julio de 1963, y desde entonces ha aparecido en publicaciones de todo el mundo.
Fred fue publicado inicialmente en el periódico británico Daily Mail y más recientemente en The Mail On Sunday, desde 1963 hasta la actualidad.